# 日仏通信
日仏通信（にちふつつうしん、日佛通信、Le Quotidien Franco−Nippon）は、当時フランスにいた日本の彫刻家・高田博厚が、1937年からパリで発行した在仏日本人向け日刊日本語新聞。

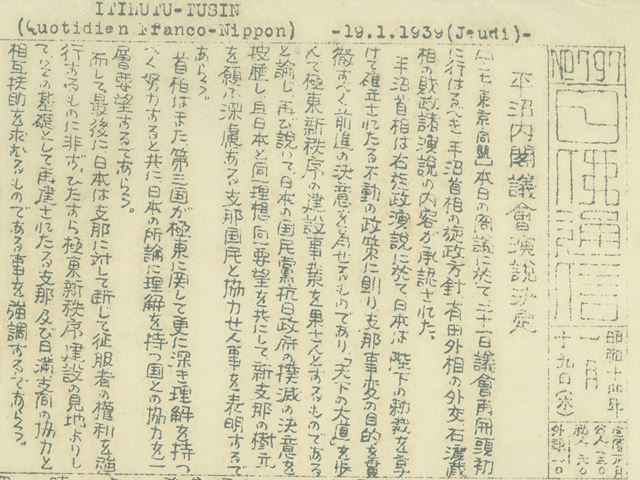
日仏通信(一部)

## 概要
1937年、フランスに渡ってきた淡徳三郎の提案で、当時日本大使館参事官であった三谷隆信に相談を持ち込み、400フランの補助金を受けて始まった。極東地域では日華事変が始まり不穏になりだした頃だが、日本からの情報はフランスの新聞にはほとんど出ない状況であった。国際新聞協定によりフランスのアヴァス通信社には、日本からの情報も入ってくるため、淡と高田は、同盟通信社パリ特派員だった井上勇からアヴァス通信社に入る情報を入手し、ヨーロッパ事情解説とフランス小咄を連載し、日仏通信として発信した。

## エピソード
発刊から一月しないうちに収入は安定し、読者はフランス国内はもとより、ソヴェト、ドイツを除くヨーロッパ各国、さらに東はイスタンブール、南はエジプト、チュニジア、アルジェリア、モロッコにまで及んだ。やがて淡徳三郎は満鉄に引き抜かれるが、その後も日仏通信を一人で発行する高田がフランス紙の記者たちの目にとまり、『パリ・ソワール（現『フランス・ソワール』）』、『ル・タン（現『ル・モンド』）』、『フィガロ』、などが、「世界でいちばん小さくて、いちばん高い新聞」と書き、『ユマニテ』には世界最小新聞社社長として高田博厚が紹介された。こうしたことがきっかけとなって、高田はパリの外国新聞協会の会員(後にパリ外国人記者協会副会長）となる。約1ヶ月の間、高田の下に身を寄せていた武者小路実篤も日仏通信の発行を手伝っている。
1937年4月、日本の飯沼正明飛行士が純国産の朝日新聞社機「神風」号によって、東京－ロンドン間を飛行する世界新記録を樹立した際、フランス・パリ郊外のル・ブルジェ空港に立ち寄った飯沼飛行士を取材する高田の写真（淡徳三郎の背中でメモを取る高田博厚）が残されている。また、フランスのラジオ放送で飯沼飛行士が挨拶するフランス語の文章をカタカナにして提供し、立派に通じたという高田のインタビュー記事が、1957年発行の週刊朝日12月1日号に掲載されている。

## 発行
個人購読料：50フラン／月（日曜休刊）
発行所兼印刷工場：高田博厚のアトリエ

## 蔵書
公益財団法人 日本近代文学館には、書誌番号013751で「日佛通信」1067号（1939年9月2日発行）から1165号（1940年4月30日発行）まで が収蔵されている。